# Une abominable feuille d'érable sur la glace
Une abominable feuille d'érable sur la glace ou Le chandail de hockey est un conte québécois de Roch Carrier publié en 1979, avec illustrations par Sheldon Cohen (en).
Bien qu'il s'agisse d'un conte récent, il est devenu un ouvrage littéraire très connu au Canada. En 1980, l'œuvre a notamment été adaptée en court métrage animé, intitulé Le Chandail, réalisé par Cohen et produit par l'Office national du film du Canada. Le conte est souvent montré, autant en français qu'en anglais, aux écoliers de l'école primaire, le rendant ainsi populaire auprès des jeunes Canadiens.
Le conte est considéré comme étant une allégorie des tensions culturelles et linguistiques entre les Canadiens anglais et les Québécois, mais aussi un classique essentiel de la littérature québécoise et de la littérature canadienne. Un extrait de l'histoire est maintenant présente dans les deux langues officielles du Canada à l'endos du billet canadien de 5 dollars.

## Intrigue

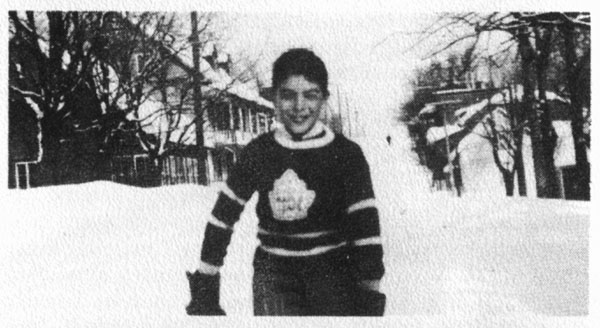
Photo du jeune Carrier en chandail des Maple Leafs

Une abominable feuille d'érable sur la glace est basée sur une histoire vécue par l'auteur qui a grandi dans un coin isolé du Québec dans les années 1940. Comme plusieurs garçons de son âge, il était un grand partisan des Canadiens de Montréal et de leur joueur vedette, Maurice Richard.
Lorsque le chandail Canadiens de Montréal de Roch Carrier est usé, sa mère écrit un mot et envoie de l'argent à la compagnie d'Eaton pour en commander un nouveau. Elle envoie une lettre manuscrite puisque la compagnie n'offre pas de bons de commande imprimés en français.
Malheureusement, la compagnie envoie un chandail des Maple Leafs de Toronto, les plus grands rivaux (anglophones) des Canadiens (francophones). Étant un loyal partisan des Canadiens, Carrier proteste contre le fait de devoir porter le nouveau chandail. Toutefois, sa mère refuse de lui laisser porter son vieux chandail complètement usé et, apparemment pas au courant de la politique traditionnelle de l'entreprise dont celle-ci fait la promotion (« Satisfaction garantie ou argent remis »), elle souligne que, si le chandail était retourné, cela pourrait insulter M. Eaton, un Canadien anglais et lui-même partisan des Leafs.
Finalement, le jeune Carrier est contraint de porter le chandail des Maple Leafs lors de sa partie de hockey. Il se sent humilié devant les autres joueurs de hockey présents sur la glace, chacun portant fièrement son chandail des Canadiens. L'entraîneur refuse de laisser jouer Carrier. Ce dernier brise alors férocement son bâton de hockey sous l'effet de la colère avant de se rendre à l'église, où il prie Dieu pour que le chandail des Maple Leafs soit entièrement dévoré par des mites et qu'il n'en reste plus une miette.

## Importance

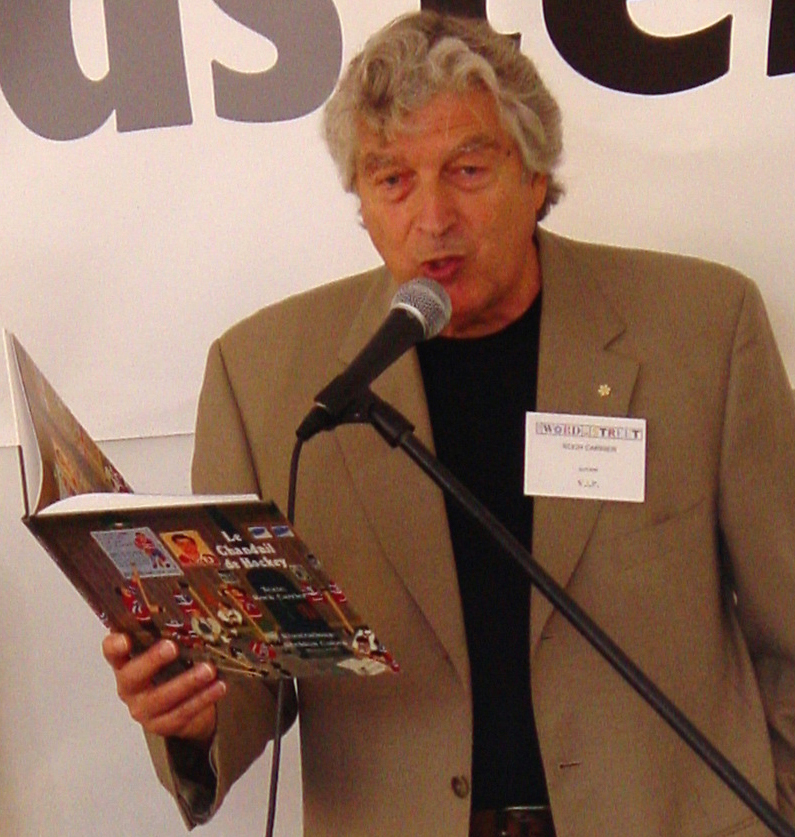
Roch Carrier le 13 mai 1937 à Sainte-Justine à Québec

Une abominable feuille d'érable sur la glace représente la signification qu'accordent les Québécois à leur sport national, le hockey sur glace. D'ailleurs, un extrait du conte se retrouve à l'endos des billets canadiens de 5 $ imprimés en 2001 :

« Nous vivions en trois lieux : l’école, l’église et la patinoire; mais la vraie vie était sur la patinoire. »

— Extrait de Une abominable feuille d'érable sur la glace de Roch Carrier
De plus, à cette époque, bien qu'encore assez présente aujourd'hui, une très forte rivalité existait entre les deux équipes. Celle-ci était notamment entretenue par les écarts culturels et linguistiques des deux provinces (le Québec et l'Ontario).